# Lenas Limassol
El Lenas Limassol Football Team es un Equipo/ Club de Fútbol de la Ciudad de Limassol, Chipre.  Juega en la Cuarta División del Chipre.
- Datos: Q16328140